# Antonio Gades
Antonio Gades, vlastním jménem Antonio Esteve Ródenas, (14. listopadu 1936, Elda, Alicante – 20. července 2004, Madrid) byl španělský tanečník flamenca, choreograf a herec.

## Život
Narodil se 14. července 1936, několik měsíců před vypuknutím Španělská občanské války v chudé rodině katalánského zedníka. Otec, republikán, odešel bojovat do Madridu, kam ho později následovala i rodina. Antonio přerušil v 11 letech školní docházku a nechal se zaměstnat, aby pomohl vylepšit finanční situaci rodiny. Pracoval jako pomocník ve fotografickém studiu i jako poslíček ve vydavatelství madridského deníku ABC a ve volných chvílích se věnoval tanci.
V roce 1949 se zapsal na taneční akademii, kterou ukončil diplomem v roce 1952. Vystupoval v různých
varietních pořadech v Teatro Circo Price, kde ho objevila známá španělská tanečnice a choreografka Pilar López Júlvez, pozvala ho k vystupování ve své skupině a dala mu umělecké jméno Antonio Gades. Jako první tanečník vystupoval v její skupině 9 let, v roce 1960 navštívili na společném turné Japonsko. Po celém světě pak představili vystoupení El sombrero de tres picos, El amor brujo a El concierto de Aranjuez. V tomto období vytvořil i své první samostatné dílo Ensueño.
V roce 1962 začalo jeho působení v Itálii. V prosinci téhož roku debutoval jako první tanečník a mistr tanečního souboru v milánské La Scale (Carmen a Čarodějná láska), kde pobýval devět měsíců; účinkoval v různých televizních programech a natáčel film s Vittorio Gassmanem.
Poté, co opustil taneční soubor Pilar López, vybudoval v letech 1963 a 1964 první základy budoucího Ballet de Antonio Gades. Se svým souborem pak sklízel úspěchy v New Yorku, Chicagu i Paříži.
V roce 1978 také spoluzaložil a stal se uměleckým ředitelem španělského Národního baletu (Ballet Nacional de España). V roce 1980 byl Ministerstvem kultury odvolán z místa ředitele. Spolu se členy Balletu, kteří se k němu na důkaz solidarity připojili, vytvořil Grupo Independiente de Artistas dela Danza (GIAD). Skupina debutovala v srpnu 1980 ve španělském městě Pamplona a poté odjela na turné po celé rodné zemi a po Spojených státech.
Zásadním pro něho bylo setkání s kytaristou Paco de Lucíou. Svoji tvorbou se navzájem inspirovali a ovlivňovali.
Spolupracoval úzce s režisérem Carlosem Saurou a také s Cristinou Hoyosovou, známou španělskou tanečnicí flamenca; ztvárnil hlavní mužské role v jeho filmech Bodas de sangre (Krvavá svatba) v roce 1980, Carmen v roce 1983 a El amor brujo (Čarodějná láska) v roce 1986. Vytvořil též choreografii k filmovému zpracování opery Georgese Bizeta Carmen, režiséra Francesca Rosiho z roku 1984.
V roce 1987 byl členem poroty na 15. Mezinárodním filmovém festivalu v Moskvě.
V roce 1990 cestoval po světě s vystoupením Fuenteovejuna (Ovčí pramen), založeném na stejnojmenné hře Lope de Vegy. V roce 1994 se vrátil ke spolupráci s Carlosem Saurou a podílel se na přípravě jeho filmu Flamenco.
Krátce před smrtí obdržel "Řád José Martího", jeden z nejvyšších vyznamenání Kuby, který mu předal v Havaně kubánský vůdce Fidel Castro.
Zemřel v Madridu 20. července 2004 ve věku 67 let poté, co po dlouhou dobu trpěl rakovinou. Jeho popel byl
téhož roku uložen na ústředním hřbitově v Santiago de Cuba. Na náměstí Plaza de la Catedral ve staré Havaně stojí jeho socha, jejímž autorem je sochař José Villa Soberón.

### Soukromý život
Zatímco pracovní partnerství s tanečnicí Cristinou Hoyosovou trvalo téměř 20 let, v soukromém životě vystřídal mnoho partnerek. Byl pětkrát
ženaty, jeho manželkou byla herečka a zpěvačka Marujita Díaz (1964 – 1965) nebo herečka a zpěvačka Marisol (1982 – 1986), se kterou měl tři dcery, též herečky a zpěvačky. Další dvě děti měl z předešlého vztahu s tanečnicí Pilar San Clemente.

### Politický život
Antonio Gades byl členem Komunistické strany Španělska. Velkou polularitu si získal na Kubě, nejen pro své taneční umění, ale i pro podporu Kubánské revoluce a osobní přátelství s Fidelem Castrem. Fidel Castro, spolu s tanečnicí Alicií Alonsovou mu byli za svědky na kubánské svatbě se zpěvačkou Pepou Flores (Marisol). Splněno bylo i Gadesovo přání, aby místo jeho posledního odpočinku bylo na Kubě.

## Dílo
Antonio Gades pomohl popularizovat španělské taneční umění na mezinárodní scéně. Jeho nejvýznamnější díla jsou taneční úpravy děl Prospera Mérimée Carmen a Federica Garcíi Lorcy Krvavá svatba (Bodas de Sangre), stejně jako celovečerní adaptace předlohy Manuela de Fally, balet El Amor Brujo.

### Choreografie (výběr)
- 1965 Don Juan
- 1974 Bodas de Sangre (Krvavá svatba)
- 1983 Carmen, film režiséra Francesca Rosiho
- 1989 Fuego
- 1994 Fuenteovejuna

### Filmografie (výběr)
- 1963 Los Tarantos, režie: Francisco Rovira Beleta
- 1967 El amor brujo, režie: Francisco Rovira Beleta
- 1980 Bodas de sangre, režie: Carlos Saura
- 1983 Carmen, režie: Carlos Saura
- 1986 El amor brujo, režie: Carlos Saura

## Vyznamenání a ocenění
- Creu de Sant Jordi (katalánský Kříž svatého Jiří) – Barcelona, 1999
- Řád José Martího – Kuba, 2004 – udělil Fidel Castro[4]